# Giải thưởng Làn Sóng Xanh 2021
Ngày 28 tháng 1 năm 2022, ban tổ chức giải thưởng Làn Sóng Xanh 2021 đã công bố kết quả. Vì diễn biến của dịch bệnh Covid 19 nên lễ trao giải không được tổ chức trực tiếp mà gửi kết quả giải thưởng đến cho những nghệ sĩ và truyền thông. 
Hội đồng bình chọn của Làn sóng xanh 2021 bao gồm 200 thành viên là những tên tuổi, ca sĩ, nhạc sĩ kì cựu có sức ảnh hưởng, uy tín trong lĩnh vực âm nhạc và những lĩnh vực liên quan: nhạc sĩ Huy Tuấn, Hồ Hoài Anh, Nguyễn Hải Phong, Dương Khắc Linh, Khắc Hưng, OnlyC, Nguyễn Hồng Thuận, Nguyễn Văn Chung, Châu Đăng Khoa, Nguyễn Minh Cường,  ca sĩ Lam Trường, Phan Mạnh Quỳnh, Trịnh Thăng Bình, đạo diễn Nguyễn Quang Dũng, Phan Gia Nhật Linh, Đỗ Đức Thịnh, Bảo Nhân - Nam Cito, Võ Thanh Hòa, nhà thiết kế Nguyễn Công Trí, Chung Thanh Phong, MC Tùng Leo, Thanh Thảo Hugo, Nguyên Khang…
Làn Sóng Xanh 2021 bao gồm 1 hạng mục tổng cộng: 
1. Nam/ Nữ ca sĩ của năm
2. Ca khúc của năm
3. MV của năm
4. Hòa âm phối khí
5. Gương mặt mới xuất sắc
6. Sự kết hợp xuất sắc
7. Ca sĩ đột phá
8. Bài hát hiện tượng
9. Ca khúc được yêu thích trên radio
10. Top 10 ca khúc được yêu thích nhất

## Hạng mục trên bảng xếp hạng
Hạng mục này nhằm trao cho những ca khúc lọt vào bảng xếp hạng và đạt thứ hạng cao trong thời gian dài. 
| Top 10 ca khúc được yêu thích |
| --- |
| 1. Muộn rồi mà sao còn (Sơn Tùng M-TP) 2. Đi về nhà (Hứa Kim Tuyền, Xuân Ty, Đen Vâu, Justa Tee) 3. Trốn tìm (Đen Vâu và MTV Band) 4. Tình bạn diệu kỳ (Ricky Star, Lăng LD, Hứa Kim Tuyền, Amee) 5. Laylalay (Jack) 6. Sài Gòn đau lòng quá (Hứa Kim Tuyền, Hoàng Duyên) 7. Tháng năm (Nguyễn Tùng, Soobin Hoàng Sơn) 8. Bước qua nhau (Vũ) 9. Hương (Hứa Kim Tuyền,Haozi, RinV, Văn Mai Hương, Rapper Negav) 10. Có hẹn với thanh xuân (GreyD, Nicky, Monstar) |
| Ca khúc được yêu thích trên radio |
| - Trốn tìm (Đen Vâu và MTV Band) |

## Hạng mục chính
| Hạng mục               | Đề cử | Chiến thắng                                                 |
| ---------------------- | --- | ----------------------------------------------------------- |
| Nam ca sĩ của năm      | - Sơn Tùng M-TP - Erik - Soobin Hoàng Sơn - Vũ | Đen Vâu                                                     |
| Nữ ca sĩ của năm       | - Bích Phương - Hoàng Thùy Linh - Mỹ Anh - Vũ Cát Tường | Văn Mai Hương                                               |
| Ca khúc của năm        | Muộn rồi mà sao còn (Sơn Tùng M-TP) Tháng năm (Nguyễn Tùng, Soobin Hoàng Sơn) Sài Gòn đau lòng quá (Hứa Kim Tuyền; Hứa Kim Tuyền, Hoàng Duyên) Có hẹn với thanh xuân (GreyD, Nicky, Monstar) | Trốn tìm (Đen Vâu và MTV Band)                              |
| MV của năm             | Muộn rồi mà sao còn (Sơn Tùng M-TP) Laylalay (Jack) Black Jack (DOUBLE B; đạo diễn: Kiên Ứng, Lê Hoàng) Thức giấc (DaLAB; đạo diễn: Khôi Nguyễn)                                             | Trốn tìm (Đen Vâu và MTV Band)                              |
| Hòa âm phối khí        | Cưới thôi (Nhà sản xuất âm nhạc: Masew) Nam quốc sơn hà (Erik; DTAP) Muộn rồi mà sao còn (Sơn Tùng M-TP) Tình bạn diệu kỳ (Amee; TDK)                                                        | The Playah (Soobin Hoàng Sơn; SlimV)                        |
| Gương mặt mới xuất sắc | Hoàng Duyên (Sài Gòn đau lòng quá) Juky San (Phải chăng em đã yêu) Wren Evans (Thích em hơi nhiều) Kay Trần (Nắm đôi bàn tay)                                                                | Mỹ Anh (Real love)                                          |
| Sự kết hợp xuất sắc    | Đen Vâu và MTV Band (Trốn tìm) Erik và Phương Mỹ Chi, DTAP, RTEE, Hành Or, Ninja Z (Nam quốc sơn hà) Soobin Hoàng Sơn và Slim V (The playah) W/n và Nâu, DuongG, Titie (3107-3)              | Đen Vâu và Justa Tee, Hứa Kim Tuyền, Xuân Ty (Đi về nhà)    |
| Ca sĩ đột phá          | - Soobin Hoàng Sơn - Vũ | Văn Mai Hương                                               |
| Bài hát hiện tượng     | Hạ còn vương nắng (DATKAA, KIDO, QT BEATZ) Sài Gòn đau lòng quá (Hứa Kim Tuyền, Hoàng Duyên) Hương (Hứa Kim Tuyền,Haozi, RinV, Văn Mai Hương, Rapper Negav) Trốn tìm (Đen Vâu và MTV Band)   | Tình bạn diệu kỳ (Ricky Star, Lăng LD, Hứa Kim Tuyền, Amee) |